# Lea Thompson
Lea Katherine Thompson (31. svibnja 1961.), američka glumica i redateljica.
Rodila se u Rochesteru, Minnesota. Kao djevojčica pohađala je balet, a profesionalno ga je plesala od 14. godine. Ipak, od njega na kraju odustaje, te se u 20. godini seli u New York, gdje počinje filmsku karijeru.
Isprva se pojavljivala u reklamama, gdje joj je partnerica bila Elizabeth Shue, kasnije su njih dvije glumile u seriji filmova Povratak u budućnost.
Glumila je kako na filmu, tako i na televiziji, pa je do sada ostvarila pedesetak uloga.Najpoznatija je po serijalu Povratak u budućnost gdje glumi majku Martya McFlya (Michael J. Fox) i po ulozi Jane Doe, bivše tajne agentice koja sada ponekad pomaže Vladi SAD-a.
Njen brat Andrew uspio je s baletom.
Udana je i ima dvije kćeri.